# Sicyopus sasali
Sicyopus sasali és una espècie de peix de la família dels gòbids i de l'ordre dels perciformes.
Els mascles poden assolir 4,1 cm de longitud total i les femelles 4,35. És un peix d'aigua dolça, de clima tropical i demersal. Es troba a Oceania: Futuna.
És inofensiu per als humans.